# Norman Wisdom
Sir Norman Wisdom (Marylebone, 4 febbraio 1915 – Ballasalla, 4 ottobre 2010) è stato un attore, comico e sceneggiatore britannico.

## Biografia
I suoi genitori Frederick e Maud Wisdom Targett si sposarono il 15 luglio 1912, aveva un fratello Frederick Thomas "Fred" Wisdom (13 dicembre 1912 – 1º luglio 1971). 
Partecipò alla seconda guerra mondiale, si congedò nel 1946. Si sposò due volte: la prima con Doreen Brett (1941–1946) da cui divorziò ed ebbe un figlio, la seconda con Freda Simpson (1947–1968) terminato con un altro divorzio, la coppia ebbe due figli.
Nel 1953 iniziò a interpretare una serie di commedie prodotte dalla Rank Organization che ebbero un sempre crescente successo tra il pubblico nonostante le critiche poco positive. Il successo continuò anche all'estero e, caso più unico che raro, soprattutto nei paesi oltre la cortina di ferro. 
Norman Wisdom o il suo personaggio di Pitkin e suoi film hanno avuto un enorme successo in Albania negli anni del socialismo. Durante una sua visita ufficiale in Albania durante gli anni duemila, fu accolto da folle di appassionati.
Nel 1990 vinse il British Comedy Awards per la carriera nel teatro.

## Filmografia parziale
- A Date with a Dream, regia di Dicky Leeman (1948)
- Trouble in Store, regia di John Paddy Carstairs (1953)
- La ragazza dei miei sogni (One Good Turn), regia di John Paddy Carstairs (1955)
- La pace torna in casa Bentley (As Long They're Happy), regia di J. Lee Thompson (1955) (cameo, non accreditato)
- L'uomo del momento (Man of the Moment), regia di John Paddy Carstairs (1955)
- Up in the World, regia di John Paddy Carstairs (1956)
- Just My Luck, regia di John Paddy Carstairs (1957)
- Io e il generale (The Square Peg), regia di John Paddy Carstairs (1959)
- Follow a Star, regia di Robert Asher (1959)
- A me piace la galera (There Was a Crooked Man), regia di Stuart Burge (1960)
- Marinai, donne e Hawaii (The Bulldog Breed), regia di Robert Asher (1960)
- The Girl on the Boat, regia di Henry Kaplan (1961)
- Norman astuto poliziotto (On the Beat), regia di Robert Asher (1962)
- Si spogli... infermiera (A Stitch in Time), regia di Robert Asher (1963)
- The Early Bird, regia di Robert Asher (1965)
- Questa pazza, pazza, pazza Londra (The Sandwich Man), regia di Robert Hartford-Davis (1966)
- Press for Time, regia di Robert Asher (1966)
- Quella notte inventarono lo spogliarello (The Night They Raided Minsky's), regia di William Friedkin (1968)
- What's Good for the Goose, regia di Menahem Golan (1969)
- Double X: The Name of the Game , regia di Shani S. Grewal (1992)
- 5 bambini & It (Five Children & It), regia di John Stephenson (2004)
- Expresso, regia di Kevin Powis (2007)
- Labrats, regia di Paul Brannigan (2010)
- The Legend of Harrow Woods, regia di Richard Driscoll (2011)

## Doppiatori italiani
Nelle versioni in italiano dei suoi film, Norman Wisdom è stato doppiato da:
- Mino Caprio in Questa pazza, pazza, pazza Londra
- Elio Pandolfi in Norman astuto poliziotto
- Oreste Lionello in Quella notte inventarono lo spogliarello